# Vlag van Corrientes

Vlag van Corrientes

De vlag van Corrientes is een horizontale driekleur in dezelfde kleuren als de vlag van Argentinië en heeft aan de linkerkant een lichtblauwe driehoek en toont in het midden het provinciale wapen en het provinciale motto. De vlag werd aangenomen op 29 december 1986.
De geschiedenis van de vlag van Corrientes begint in 1815. In januari van dat jaar wordt de eerste in gebruik genomen: een lichtblauw-rood-witte driekleur. Al snel, in februari, komen er allerlei varianten van de vlag voor. In 1822 gaat men een lichtblauw-wit-lichtblauwe vlag gebruiken met het provinciale wapen in het midden. In 1823 wordt een lichtblauwe driehoek aan de linkerkant van de vlag geplaatst. Vanaf 1860 wordt de vlag amper meer gebruikt. Pas in 1986 wordt de huidige vlag ingevoerd: deze is gebaseerd, maar toont het huidige wapen en het motto Patria, Libertad y Constitución ("Vaderland, Vrijheid en Grondwet") in het midden.